# Edward Duyker

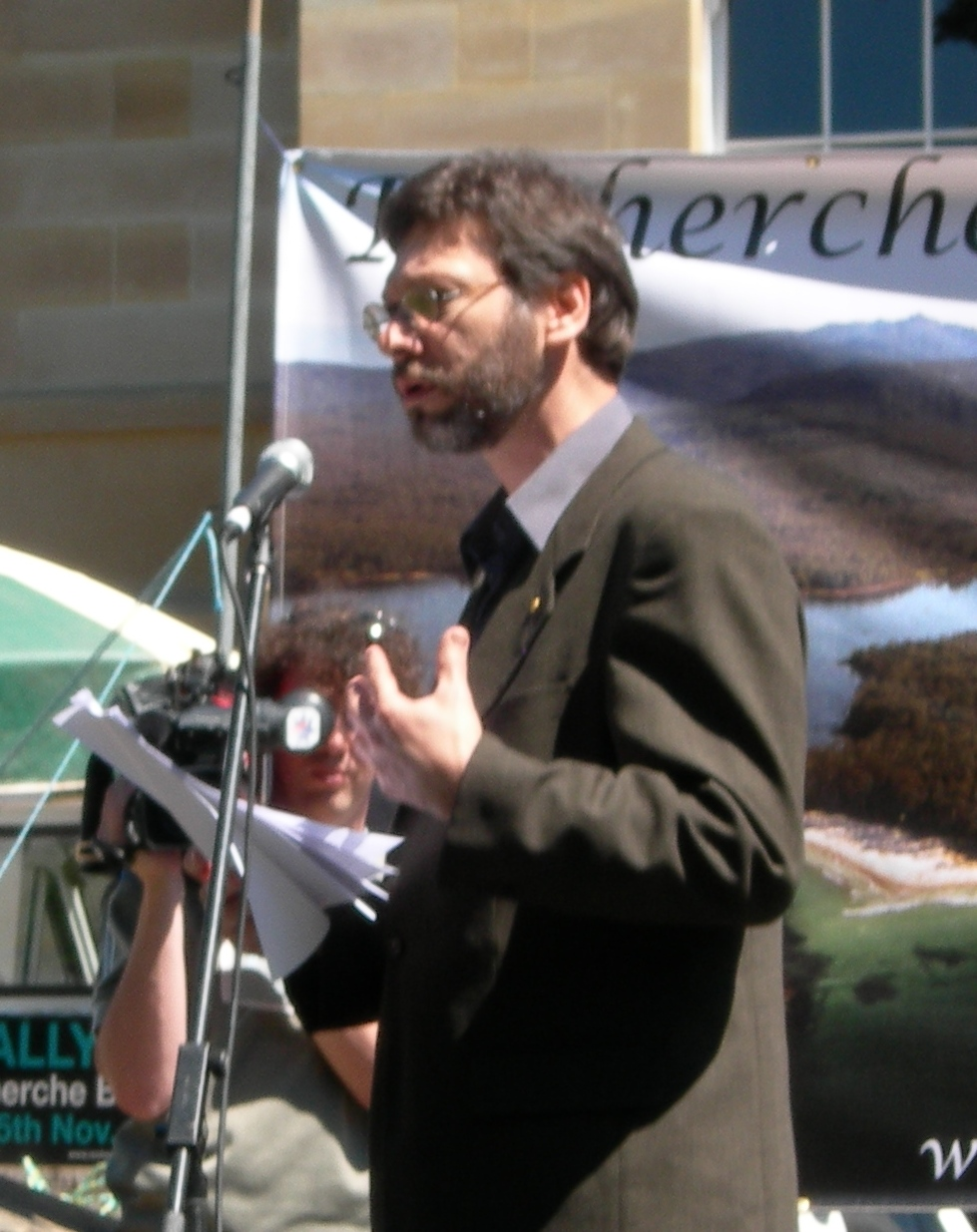
Edward Duyker (Hobart, 2005)

Edward Duyker, né le 21 mars 1955 à Melbourne, est un historien australien spécialisé d'histoire australienne. 
Il a écrit plusieurs récits ethnographiques—Tribal Guerrillas (1987) The Dutch in Australia (1987)  et Of the Star and the Key: Mauritius, Mauritians and Australia (1988)  — et biographies de Marc Joseph Marion du Fresne, Daniel Solander, Jacques Labillardière, François Péron, Jules Dumont d'Urville et d'autres livres concernant les débuts de l’exploration du continent australien.  Une grande partie du travail d’Edward Duyker consiste à corriger l’anglocentrisme de l’histoire australienne, et sa contribution a été énorme dans le domaine des connaissances et dans les buts des explorateurs français au XVIIIe siècle et au début du XIXe siècle.
Duyker est maître de conférences honoraire de l’université de Sydney.  Il fut consul à titre honorifique pour la république de Maurice en Nouvelle-Galles du Sud entre 1996 et 2002
et professeur à titre honorifique de l'université catholique de l'Australie entre 2009 et 2018. Il a été élu membre de l’« Académie australienne des Sciences Humaines » en novembre 2007.

## Biographie
Edward Duyker est né à Melbourne dans l'État de Victoria le 21 mars 1955 d’un père néerlandais et d'une mère mauricienne (d'ascendance bretonne, normande, vendéenne et anglaise).  Ses ancêtres des Cornouailles émigrèrent à Adélaïde en 1849. Il a des aïeux communs avec les peintres  Lloyd Rees et Félix Lionnet  et avec Marcel Pagnol .
Edward Duyker fréquenta l’école primaire Saint-Joseph à Malvern où le pianiste Geoffrey Tozer fut son condisciple. Il fit ses études secondaires au collège De La Salle à Malvern. Comme étudiant à l’université de La Trobe, il suivit des cours de philosophie, de littérature et d’histoire.  L’historien australien Alan Frost exerça sur lui une influence intellectuelle importante. À l’université de Melbourne, où il étudia le bengalî sous la direction du philosophe et critique littéraire Sibnarayan Ray, il soutint une thèse en 1981 sur la participation de la tribu des Santâl dans l’insurrection des (mouvements) Naxalites en Inde.
Duyker fut recruté par le département australien de la Défense à Canberra au début de 1981 et fut employé au Joint Intelligence Organization.  Si ses premiers ouvrages traitèrent principalement du Sud de l’Asie et furent plusieurs fois publiés dans l'Australian Defence Force Journal, Duyker résolut de ne pas se limiter à cette région comme lettré et auteur.  En juillet 1983, il accepta un poste à l’université de Griffith à Brisbane, puis s’établit à Sydney en 1984 comme écrivain indépendant.

## Études et œuvres historiques
En se servant des ressources linguistiques de sa famille – néerlandaises et françaises – il publia The Discovery of Tasmania (1992)  qui rassembla l’ensemble des extraits des journaux de bord des deux premières expéditions européennes à Van Diemen’s Land. An Officer of the Blue (1994), sa biographie du navigateur breton Marc Joseph Marion Dufresne (le premier explorateur français à explorer la Tasmanie) fut lancée par l’ancien Premier ministre australien Gough Whitlam. Un des critiques du livre, l'historien Michael Roe, fit le commentaire suivant : "En rédigeant ce récit, Edward Duyker eut à traiter des conflits armés, de la politique, la géographie, la navigation, l’anthropologie – la liste pourrait se prolonger. Il aborde cela avec habileté et autorité…". Sa biographie de Marion Dufresne a été aussi le sujet d’un essai. « The Tortoise wins Again » par Greg Denning, publié dans sa collection Readings/Writings (Melbourne University Press, 1998, p. 201-4). Nature’s Argonaut (1998), sa biographie de Daniel Solander, le naturaliste suédois sur l’Endeavour lors du premier voyage de circumnavigation de James Cook en 1769-1771, fut retenue dans la liste restreinte des candidats au Prix d’Histoire générale du New South Wales Premier's History Awards  en 1999.
Duyker est aussi corédacteur, avec Per Tingbrand, de Daniel Solander: Collected Correspondence (1995) que Paul Brunton décrivit comme « une contribution textuelle majeure ». Avec sa mère Maryse Duyker, il publia la première traduction anglaise du journal de l’explorateur français Antoine Bruny d'Entrecasteaux (2001).* Cette traduction, avec son introduction et ses annotations est devenue une source importante sur l’histoire de la Tasmanie et suscita un débat public concernant la préservation du patrimoine de Recherche Bay.  Citizen Labillardière (2003), la biographie du naturaliste Jacques de Labillardière, stimula la même démarche et reçut le prix d’histoire générale décerné par le Premier ministre de Nouvelle-Galles du Sud.* Arthur Lucas, ancien directeur de King’s College (Londres), écrivit que « Citizen Labillardière particulièrement riche, était très facile à lire… La vie recréée par Edward Duyker est aussi riche que celle du héros d’un roman d’aventures ; le contenu jette un regard nouveau non seulement sur la biographie d’un important historien naturaliste, mais également sur des faits historiques ».
Sa biographie du zoologiste François Péron (2006), membre de  l’expédition de Nicolas Baudin dans les eaux australiennes (1800 – 1803), reçut le prix Frank Broeze de l’Histoire maritime, en 2007. Robert Willson décrivit cette œuvre comme une histoire « vivante, racontée méticuleusement… la biographie splendide et captivante d’un savant très doué, mais muni d’un défaut fâcheux ». Un sujet qui reparaît dès le début de ses écrits sur l’histoire naturelle est une tentative de capter l’émerveillement des premiers explorateurs européens découvrant la flore et la faune de l’Australie. Il a rendu hommage à la prescience des premiers naturalistes « qui se consacrèrent à établir un nouvel équilibre concernant l’utilisation des ressources de certains lieux et l’unique et précieuse caractéristique d’espèces vulnérables qui pourraient disparaître à jamais par la cupidité des humains et par l’introduction de prédateurs retournés à l’état sauvage».
Edward Duyker a aussi publié A Woman in the Goldfields, (1995) les mémoires d’Emily Skinner, une des nombreuses femmes ayant affronté les rigueurs de leur sort à l’époque de la ruée vers l’or à Victoria au XIXe siècle. Ce fut l’un des 100 livres spécialement choisis par l’Institut pour les aveugles pour être enregistrés lors du centenaire de la Fédération australienne. Avec Coralie Younger, il est le coauteur de Molly and the Rajah (1991) la vie d’Esme Mary Fink, une australienne qui épousa le Rajah de Pudukottai, de l’Inde en 1915 - écrite comme « exhalant un parfum d’Anna et le Roi de Siam ».
Il publia en 2007 A Dictionary of Sea Quotations avec une introduction très personnelle sur les liens profonds de sa famille avec la mer. Il donne souvent une orientation personnelle à ses écrits, que ce soit par quelques références à l’austérité et les difficultés de son enfance catholique (il est l’aîné de huit enfants et son père, Hollandais, travailla comme docker pendant 36 ans dans le port de Melbourne), ou à l’expérience de ses ancêtres en Europe et dans les îles de l’océan Indien.  Edward Duyker est un historien, humaniste et progressiste ; un grand nombre de ses écrits eurent pour théâtre l’Âge des lumières et la Révolution française.  En écrivant les biographies de Jacques de Labillardière et de François Péron,  il a exprimé son horreur pour la Terreur et les excès coercitifs de la Révolution.  Il a été aussi un critique rigoureux de Napoléon Bonaparte].
Ses biographies sur ces naturalistes sont des récits classiques, mais Greg Dening a écrit qu’Edward Duyker « peut provoquer et mettre à jour l’aventure la plus complexe avec une simple phrase directe».   Les traits caractéristiques des livres de Duyker sont ses recherches méticuleuses et une grande attention aux détails – « écrits avec verve, mais enrichis par une imposante érudition », comme l’a écrit Dymphna Clark dans sa revue de Nature’s Argonaut. Pour lui, visiter les endroits qu’il décrit est très important. Il se guide avec les cartes et journaux laissés par les explorateurs pour s’orienter aujourd’hui dans ces mêmes lieux ou sur les mêmes côtes. Ces voyages furent parfois parsemés d’obstacles, comme au Moyen-Orient sur les traces du naturaliste Labillardière, y compris au Liban ravagé par la guerre.  En août 2005 Duyker, lors d’une conférence à l’université Charles-Sturt a Bathurst, Nouvelle-Galles du Sud, eut pour thème une remarque de R.H. Tawney, qu’un historien doit posséder « une solide paire de bottes » (Charles Sturt University Library, 907.2 DUYK). Pendant cette conférence, il raconta que durant le cours de ses recherches sur place au Bengale-Occidental pour son livre Tribal Guerrillas, il avait perdu 20 kilos, à la suite d'une dysenterie et de la malnutrition. Cette épreuve fut racontée avec de piquants détails dans un article largement autobiographique.
En septembre 1983 Edward Duyker publia un article intitulé « Land use and Ecological Change in Central New South Wales ».  Son grand intérêt sur ce sujet fut mis en évidence en mettant à jour l’usage de l’histoire et de l’ethnologie pour comprendre les changements dans l’environnement ethnologique. Il publia l’année suivante un article intitulé « Histoire et Anthropologie » (Man in India, vol. 64, no. 1, mars 1984, p. 74-81) qui traita d’un nombre de sujets concernant ces disciplines enchevêtrées qu’il décrivit dans son livre Tribal Guerrillas.  T.J. Nossiter fit l’éloge de Tribal Guerrillas, puisque le livre de Edward Duyker sert d’exemple pour «expliquer l’intérêt de faire une synthèse de l’anthropologie et de l’histoire ; et, plus généralement, c’est une contribution érudite à une littérature sur une révolte tribale et une insurrection qui a des ramifications bien au-delà des frontières de l’Inde, mais incluant aussi la Grèce, le Viêt Nam et l’Algérie, de même que le Sud du Sahara où les répercussions des tribus affectés par l’impérialisme et la modernisation ont été importantes».  De la même manière, Marius Damas, dans son livre (Approaching Naxalbari, Radical Impression, Calcutta, 1991, p. 68) déclara que « Duyker présente l’histoire et l’anthropologie comme outils… utilisant une source étendue de faits historiques et contemporains, comprenant des entrevues personnelles… fournissant un récit riche en détails.» Dans la presse indienne populaire et selon Kalyan Mukherjee, Edward Duyker engendra une certaine estime en Inde en raison de sa façon « d’associer les intérêts contemporains importants avec l’histoire… sur ce terrain difficile, seuls les meilleurs écrivains survivent ». On peut remarquer ce rapprochement entre l’histoire et l’anthropologie dans An Officer of the Blue, la biographie de Marc Joseph Marion Dufresne dans laquelle Edward Duyker utilisa avec beaucoup d’habileté le témoignage des missionnaires, l’histoire orale des Maoris, de même que les journaux de bord des Français pour donner un sens aux circonstances de la mort de l’explorateur a la Bay of Islands en 1772.  Barrie Macdonald, le décrivit dans le New Zealand Herald (14 janvier 1995), « comme un très bon travail de détective – une biographie écrite avec un accent sur son sujet, avec cependant un œil critique qui place une mort tragique continuant à avoir une grande signification pour l’histoire de la Nouvelle-Zélande ».
Malgré ses réflexions théoriques, Edward Duyker est essentiellement un historien qui écrit en même temps pour raconter une histoire. Ironiquement, il lui arrive souvent de décrire « des récits de ses recherches », comme son exposé de son travail de détective pour identifier l’artiste de l’expédition de d’Entrecasteaux en Australie et le Pacifique, (voir Duyker, « In Search of Jean Piron », National Library of Australia News, mars 2006, p. 7-10) ; une autre fois ce furent ses déplacements pour rechercher le tombeau de Nicolas Baudin à l’Île Maurice (voir « In Search of Madame Kerivel and Baudin’s Last Resting Place », National Library of Australia News, vol. lX, no 12, septembre 1999, p. 8-10).
Outre ses contributions au Dictionnaire de biographie australienne, il a contribué par plus de 80 références à la rédaction du Dictionnaire de biographie mauricienne, biographie bilingue publiée dans l’île natale de sa mère.  Il est vrai qu’Edward Duyker a procuré aux Mauriciens une place dans l’histoire australienne. William Bostock considéra que Mauritian Heritage a été une « œuvre monumentale parmi les études ethnographiques et généalogiques des immigrants en Australie ». James Cowan écrivit que les recherches ethno-historiques méticuleuses dans Of the Star and the Key, nous a fourni un panorama où des forçats échappés marchaient dans les rues de Port-Louis, et des esclaves affranchis dans celles de Sydney, et un monde de rêveurs affligés par la « fièvre de l’or » dégringolant au fond des mines pour « les fouilles dans les champs aurifères ». Il ajouta : « C’est aussi surprenant de découvrir que l’industrie sucrière doit beaucoup à ces premiers immigrants mauriciens ».
Tout comme Edward Duyker a donné une place importante aux Mauriciens dans l’histoire de l’Australie, il y a contribué de la même façon pour les Hollandais dans un nombre de livres et monographies ouvrant une voie nouvelle. Il en est résulté parfois de surprenants changements dans certaines vies et des réactions émotionnelles, comme la révélation d’un immigrant Johan Kruithof en 1997 :
« C’était en 1988 que je lisais pour la première fois The Dutch in Australia écrit par le Dr Edward Duyker. Ses chapitres sur l’immigration d’après-guerre ouvrirent mes yeux… quand j’essaye de décrire ce que je ressentis après ma lecture, les mots font défaut… la lumière fit son entrée, des voiles disparurent et en un instant mes sentiments furent justifiés et tous mes doutes résolus… mon statut d’Australien devenu infiniment plus riche ; pour avoir su m’ouvrir joyeusement et accepter mon héritage hollandais qui fait partie de ce statut d’une façon intégrale et incontestable… personne ne s’appropriera jamais encore d’une partie de moi. » (Voir Johan Kruithof, « A Case of Cultural Theft » dans Calwell, S. et Johnson, D. (rééd.) There is More to Life than Sex and Money, Penguin, Ringwood, 1997, p. 87.)*
En résumé, les écrits d’Edward Duyker – comptant des centaines d’articles, revues et contributions aux dictionnaires et encyclopédies biographiques sont aussi variés que les sujets et disciplines qui le fascinent. Manning Clarke, en introduisant Of the Star and the Key a écrit que « Edward Duyker a une vision étendue (Weltanschauung) pour ce qui concerne les choses de l’esprit ». Le professeur Greg Dening le décrivit comme « un historien des historiens ».*

## Décorations
- 2000 chevalier des Palmes académiques.

- 2003 Centenary Medal du gouvernement australien.

- 2004 Médaille de l'Ordre d'Australie.

## Livres d'Edward Duyker
- Mauritian Heritage: An Anthology of the Lionnet, Commins and Related Families, Australian Mauritian Research Group, Ferntree Gully, 1986, p. 368,  (ISBN 0959088326).
- Tribal Guerrillas: The Santals of West Bengal and the Naxalite Movement, Oxford University Press, New Delhi, 1987, p. 201,  (ISBN 0195619382).
- The Dutch in Australia, AE Press, Melbourne, 1987, p. 181,  (ISBN 0867872152).
- (avec Maryse Duyker) Beyond the Dunes: A Dutch-Australian Story, l'auteur, Sylvania, 1987, p. 41,  (ISBN 0731600584).
- Of the Star and the Key: Mauritius, Mauritians and Australia, Australian Mauritian Research Group, Sylvania, 1988, p. 129,  (ISBN 0959088342).
- (avec Coralie Younger) Molly and the Rajah: Race, Romance and the Raj, Australian Mauritian Press, Sylvania, 1991, p. xii, 130,  (ISBN 0646036793)
- The Discovery of Tasmania: Journal Extracts from the Expeditions of Abel Janszoon Tasman and Marc Joseph Marion Dufresne 1642 & 1772, St David's Park Publishing/Tasmanian Government Printing Office, Hobart, 1992, p. 106,  (ISBN 0724622411).
- A French Trading Expedition to the Orient: The Voyage of the Montaran 1753—1756, Stockholm University Center for Pacific Asia Studies Working Paper, No.30, août 1992, p. 20.
- New Voices in the Southland: Multiculturalism, Ethno-history and Asian Studies in Australia, Stockholm University Center for Pacific Asia Studies Working Paper No.31, septembre 1992, p. 15.
- (avec Hendrik Kolenberg) The Second Landing: Dutch Migrant Artists in Australia, Erasmus Foundation, Melbourne, 1993, p. 56,  (ISBN 0646 135937).
- An Officer of the Blue: Marc Joseph Marion Dufresne 1724—1772, South Sea Explorer, Miegunyah/Melbourne University Press, Melbourne, 1994, p. 229,  (ISBN 0522845657).
- (avec Barry York) Exclusions and Admissions: The Dutch in Australia 1902-1946, Studies in Australian Ethnic History, No. 7, Centre for Immigration and Multicultural Studies, Research School of Social Sciences, Australian National University, Canberra, 1994, p. 11,  (ISBN 0731519132)/ISSN 1039-3188.
- (avec Per Tingbrand, ed. & trans) Daniel Solander: Collected Correspondence 1753—1782, Miegunyah/Melbourne University Press, Melbourne, 1995, p. 466,  (ISBN 052284636X) [Scandinavian University Press, Oslo, 1995  (ISBN 8200224546)]
- A Woman on the Goldfields: Recollections of Emily Skinner 1854—1878, Melbourne University Press, Melbourne, 1995, p. 129,  (ISBN 0522846521).
- Nature's Argonaut: Daniel Solander 1733—1782, Naturalist and Voyager with Cook and Banks, Miegunyah/Melbourne University Press, Melbourne, 1998 et 1999, p. 380,  (ISBN 0522847536)
- [Introduction] Mirror of the Australian Navigation by Jacob Le Maire: A Facsimile of the ‘Spieghel der Australische Navigatie . . .’ Being an Account of the Voyage of Jacob Le Maire and Willem Schouten 1615-1616 published in Amsterdam in 1622, Hordern House for the Australian National Maritime Museum, Sydney, 1999, p. 202,  (ISBN 1 875567 25 9).
- (avec Maryse Duyker, introduction et traduction) Bruny d’Entrecasteaux: Voyage to Australia and the Pacific 1791—1793, Miegunyah/Melbourne University Press, Melbourne, 2001, p. xliii, p. 392,  (ISBN 0522849326) (2006,  (ISBN 0522852327)).
- Citizen Labillardière: A Naturalist’s Life in Revolution and Exploration (1755—1834), Miegunyah/Melbourne University Press, Melbourne, 2003, p. 383,  (ISBN 0522850103) (2004,  (ISBN 0522851606)).
- ‘A French Garden in Tasmania: The Legacy of Félix Delahaye (1767—1829)’, in Glynnis M. Cropp, Noel R. Watts, Roger D. J. Collins and K. R. Howe (eds.) Pacific Journeys: Essays in Honour of John Dunmore, Victoria University Press, Wellington, 2005, p. 21-35.
- ‘Isle de France and Baudin’s Precursors in Australian Waters’, in Rivière, M. S. & Issur, K. R. (ed.) Baudin–Flinders dans l’Océan Indien: Voyages, découvertes, rencontre: Travels, Discoveries, Encounter: Actes du colloque international organisé par l’Université de Maurice, octobre 2003, L’Harmattan, Paris, 2006, p. 137–155.
- François Péron: An Impetuous Life: Naturalist and Voyager, Miegunyah/MUP, Melb., 2006, p. 349,  (ISBN 978 0522 85260 8).
- A Dictionary of Sea Quotations: From Ancient Egypt to the Present, Miegunyah/Melbourne University Press, Melbourne, 2007, p. 439,  (ISBN 0-522-85371-4).
- Marc Joseph Marion Dufresne, un marin malouin à la découvertes des mers australes, traduction française de Maryse Duyker (avec l'assistance de Maurice Recq et l'auteur), Les Portes du Large, Rennes, 2010, p. 352,  (ISBN 978-2-914612-14-2).
- Père Receveur: Franciscan, Scientist and Voyager with Lapérouse, Dharawal Publications, Engadine (NSW), 2011, p. 41,  (ISBN 978-0-9870727-0-2).
- Dumont d’Urville: Explorer and Polymath, Otago University Press, Dunedin, 2014, p. 671,  (ISBN 978 1 877578 70 0), University of Hawai’i Press, Honolulu, 2014,  (ISBN 9780824851392).
- Dumont d’Urville : L'homme et la mer, traduction, revision et adaption par Maryse Duyker, Anne Kehrig et Edward Duyker, Éditions CTHS [Comité des Travaux historiques et scientifiques], Paris, 2021, pp. 600,  (ISBN 2735509338). (Médaille de l'Académie de Marine 2022)[39]
- Horace Street Green: A Personal Past, Sylvania, NSW, 2023, p. 230,  (ISBN 978-0-6484209-0-3), [Commendation, 2023 Victorian Community History Awards][40].